# 1404
1404 (MCDIV) je bilo prestopno leto, ki se je po julijanskem koledarju začelo na torek.

## Dogodki
- 1. januar

## Rojstva
- 18. februar - Leone Battista Alberti, italijanski renesančni humanist, arhitekt, kriptograf in filozof († 1472)

Neznan datum
- Stjepan Vukčić Kosača, veliki vojvoda Bosanskega rusaga in herceg Vojvodive Svetega Save († 1466)

## Smrti
- 22. april - Pietro Fregoso, genovski dož (* 1330)
- 27. april - Filip Drzni, burgundski vojvoda, francoski regent (* 1342)
- 14. september - Albreht IV. Habsburški, vojvoda Avstrije (* 1377)
- 23. september - Eleanora iz Arboreje, sardinska kraljica Arboreje (* 1347)
- 27. september - Viljem iz Wykehama, angleški kancler, škof Winchesterja (* 1320)
- 1. oktober - papež Bonifacij IX. (* 1350)
- 15. oktober - Marija Valoiška, francoska princesa, vojvodinja Bara (* 1344)
- 11. november - Milica Hrebeljanović, srbska kneginja (* okoli 1335)
- 13. december - Albert I., bavarski vojvoda (* 1336)